# Liniers (autor de còmics)
Liniers   (Buenos Aires, 15 de novembre de 1973) nom artístic de Ricardo Liniers Siri, és un dibuixant argentí.

## Biografia
Liniers està relacionat amb el virrei Santiago de Liniers. Va començar a dibuixar des de ben petit; ha remarcat que va començar a dibuixar per gaudir del cinema a casa. "Volia tenir Star Wars i l'única manera de tenir-ho era dibuixant-lo. Així ho podíem mirar sempre que volguéssim". El seu pare era advocat i la seva mare treballava en diverses feines, com ara fer sabatilles i quadres petits. Té dos germans petits i està casat amb l'escriptora Angie Erhardt del Campo. Tenen tres filles anomenades Matilda, Clementina i Emma.

## Carrera
Pel que fa al nom que fa servir per a les seves tires còmiques, Liniers ha comentat: "Liniers és el meu segon nom. A Buenos Aires hi havia un virrei anomenat Liniers, que va acabar sent afusellat. Era el meu avantpassat, una mena de rebesavi. Així que quan vaig començar a signar les meves tires còmiques, feia servir el nom, perquè m'agrada quan les coses no tenen noms adequats al que són; per exemple, l'osset de peluix de la meva tira còmica es diu Madariaga [que normalment és un cognom]. Qui ha sentit mai a parlar d'un osset de peluix amb aquest nom? Vaig pensar que un nom tan absurd havia de valer alguna cosa."
Juntament amb Santiago Rial Ungaro, Liniers va publicar Warhol para principiantes (Warhol per a principiants), per a Ediciones Era Naciente l'any 2001.
El setembre de 1999 va començar a publicar una tira setmanal anomenada Bonjour in NO! , un suplement de Página/12. Bonjour és molt experimental i inclou un llenguatge adult, i mostra molts personatges que reapareixen en obres posteriors. Bonjour va aparèixer per última vegada el 27 de juny de 2002.
El juny de 2002, la seva companya dibuixant Maitena el va introduir al diari argentí La Nación, on va començar una nova tira diària anomenada Macanudo, que apareix a l'última pàgina del diari. Igual que Bonjour, Macanudo és molt experimental i tracta el metahumor. Des del setembre de 2018, la tira es distribueix en anglès per King Features Syndicate.
Quatre volums de Macanudo han estat traduïts a l'anglès per Mara Faye Lethem i publicats als Estats Units per Enchanted Lion Books; després de ser sindicades, les tires recollides han estat publicades per Fantagraphics.
Conejo de viaje (Conill viatger o Conill a la carretera) (2008) és una col·lecció de diaris de viatges il·lustrats que descriuen els seus viatges per França, Portugal, Alemanya, Espanya, Argentina i l'Antàrtida (que inclou estades a illes antàrtiques com l'illa de Cuverville).
The Big Wet Balloon, un llibre TOON (El Globo Grande y Mojado) (data de publicació: 10 de setembre de 2013) és el primer llibre de Liniers publicat als Estats Units. El 2014, l'artista va il·lustrar algunes portades per a The New Yorker.

### Àlbums
- Logotip de Kevin Johansen.
- La Lengua Popular d'Andrés Calamaro, pel qual Liniers va guanyar el Premi Gardel a la millor portada.